# Альфонсо I д’Эсте
Альфонсо I д’Эсте (итал. Alfonso I d'Este; 21 июля 1476, Феррара — 31 октября 1534, Феррара) — герцог Феррары, Модены и Реджио (1505—1534), участник Итальянских войн и войн Камбрейской Лиги, третий муж Лукреции Борджиа. Практически все правление герцога прошло в попытках спасти государство от стремлений Ватикана поглотить его.

## Биография
Сын герцога Эрколе I д'Эсте и его супруги Элеоноры Арагонской, унаследовал герцогство в 1505 году.
Будучи ещё наследником, в 1502 году женился на Лукреции Борджиа, дочери папы Александра VI, который на следующий год скончался. Новый папа Юлий II предложил ему свою внебрачную дочь Феличе делла Ровере в качестве супруги, предлагая избавиться от Лукреции, но этот план не увенчался успехом и её выдали за другого.
На первом году своего правления раскрыл заговор своего родного брата Ферранте и единокровного брата Джулио, направленный против его самого и их брата кардинала Ипполито. В сентябре 1506 года они были осуждены, но смертный приговор о повешении был заменён на заключение в башне Torre dei Leoni, где Ферранте умер в своей камере через 34 года заключения, а Джулио был освобожден в 1559 году после 53 лет заключения (ум. в 1561 году). Согласно легенде, причиной заговора была кузина Лукреции — Анджела Борджиа, которой увлеклись одновременно и Джулио, и кардинал Ипполлито. Однажды во время разговора Анджела будто бы сказала Ипполито, что тот не стоит и глаза своего брата Джулио — и через несколько дней на улице Джулио кто-то выколол глаз. Старший брат, Альфонсо, выслал Ипполито из города, но мягкость этого наказания толкнула Джулио к заговору.

### Военные кампании
Во время Итальянских войн Альфонсо удалось сохранить своё государство благодаря гибкости политики и укреплённым стенам Феррары. Он вошёл в Камбрейскую лигу (1508) против Венеции и оставался союзником Людовика XII даже после того, как папа Юлий заключил с морской республикой мир. Его пригласили в новую коалицию Ватикана и Венеции против французов, но он отказался. Король Людовик взял его, де юре папского вассала, под свою протекцию. 10 апреля 1508 года Альфонсо уехал во Францию, чтобы навестить своего союзника, вернувшись оттуда 13 мая.
Существуют отрывистые данные о его участии во множестве кампаний. Некоторое время он скрывался в Л’Акуила. Во время осады Bastia di Zaniolo он штурмовал стену и был ранен брошенным камнем (упомянуто Ариосто в Orlando Furioso, 42. 3-5). В 1509 году помогал отражать осаду Падуи.
Вскоре политика Альфонсо привела его к серьёзным проблемам. Одной из причин конфликта с папой, который начался летом 1509 года, помимо его верности французам, был город Комаккьо, который, как говорил Альфонсо во время мирных переговоров с Венецией, он получил как фьеф от императора, а не от папы. Альфонсо отверг приказ папы остановить добычу чрезвычайно ценной в те времена соли из рудников Комаккьо. Это нарушало папскую монополию (рудники Червиа). Кроме того, Альфонсо и его сестра Изабелла защитили семью Джованни Бентивольо, с которым враждовал папа, так как их побочная сестра Лукреция была замужем за Аннибале Бентивольо (при этом до этого Альфонсо помог папе сохранить Болонью, откуда бежали Бентивольо).
Папа рассматривал Феррару как форпост французов в Италии, мешающий ему изгнать интервентов. 24 сентября 1510 года Юлий II отлучил Альфонсо от церкви и объявил, что феодальные владения Альфонсо отчуждаются в пользу церкви. Альфонсо, разумеется, не подчинился и не отдал Феррарское герцогство, и успешно отразил нападение армий папы и венецианцев в битве при Полезелле (22 декабря 1509 года), захватив Болонью и сыграв важную роль в победе французов при Равенне (11 апреля 1512 года): пушки д’Эсте уничтожили венецианский флот в реке По (Ариосто написал об этом стихи), французский полководец Оде де Фуа, виконт де Лотрек, раненый в битве, лечился в доме Эсте и стал ему благодарен за это. Несмотря на победу в этой битве, она не принесла Альфонсо больших выгод. Папа, в свою очередь, силами своей армии в 1510—1512 годах захватил его города Модену и Реджио, и уже было пала сама Феррара, как Альфонсо успел подвести французские подкрепления.

### После отвода французских войск
Вскоре французы покинули Италию, и оставшийся в одиночестве Альфонсо попытался наладить отношения с папой через Фабрицио Колонна, которого он взял в плен при Равенне. 14 июля 1512 года он приехал в Рим. Его брат кардинал Иполлито, оставленный регентом, уничтожил соляные шахты в Комаккьо, чтобы Альфонсо более тепло приняли в Ватикане, но напрасно. Папа сказал венецианскому послу, что причинять вреда Альфонсо он не будет, но его герцогство заберет себе — он собирался отдать ему взамен нищий фьеф Асти. После двух безуспешных недель переговоров Альфонсо удалось покинуть город при помощи семьи Колонна. 25 ноября того же года было объявлено мирное соглашение между папой и императором Максимилианом, причем последний объявил, что он всецело поддерживает герцога Феррарского.
Следующий папа — Лев X — оставался непреклонным, намереваясь разрушить дом Эсте, однако смерть оборвала его планы. Новый папа Адриан VI, ставленник императора, не имел к Альфонсо претензий, и даже наоборот — воспользовался его помощью, чтобы обеспечить свои войска всем необходимым.
В 1518 году Альфонсо отправился в Париж на встречу с королём Франции. Вскоре после возвращения домой в 1519 году его жена Лукреция скончалась во время родов.
В 1526—1527 годах участвовал в кампании императора Карла V против следующего папы Клемента VII. Он воспользовался проблемами папского государства, чтобы вернуть себе Реджио (1523) и Модену (6 июня 1527 года). В ноябре 1527 он помирился с Венецией (ему даже вернули особняк на Гран Палаццо) и вошёл вместе с ней и французами в антиимператорскую Лигу, гарантировав её войскам проход по своей территории. Он обручил своего наследника Эрколе II д'Эсте с дочерью французского короля Рене, потребовал от папы предоставить кардинальскую шапку его сыну Ипполито (что, впрочем, так и не было сделано) и довести добычу соли из своих рудников до 20 тыс. мешков. Несмотря на финансовые затруднения, он одолжил деньги французскому королю и генералу Лотреку.
Впрочем, вскоре герцог попал в сложное положение, когда его единственный союзник, король Франциск I, заключил Камбрейский мир с Карлом. Летом 1529 года папа Климент и император Карл пришли к соглашению, намереваясь отнять у Альфонсо его владения. Но благодаря серии дипломатических манёвров герцог завоевал симпатии Карла и пригласил его быть арбитром в разбирательствах д’Эсте с Ватиканом. 21 декабря 1530 года, к разочарованию папы, император принял сторону Альфонсо с условием, что тот выплатит в папскую казну компенсацию в 100 тысяч скудо единовременно плюс 7 тысяч скудо ежегодно. В 1530 году папа официально признал, что изъятые прежде земли Феррары всё же принадлежат Альфонсо д’Эсте.
Маккиавелли упоминает его в «Государе»:

Итак, я скажу, что значительно менее трудно сохранить за собой государства наследственные и привыкшие к роду своего князя, чем новые; достаточно князю не нарушать строй, установленный его предками, и затем править, сообразуясь с обстоятельствами; такой князь, даже при среднем искусстве, всегда удержится в своём государстве, если только какая-нибудь необычайная и особенная сила не лишит его владений; однако, даже лишённый государства, князь при первой неудаче захватчика вернёт его вновь.

Мы видим в Италии пример герцога Феррарского, который выдержал все нападения венецианцев в 1484 году и папы Юлия в 1510 году единственно потому, что издавна управлял этим владением: дело в том, что у исконного государя меньше оснований и он реже бывает поставлен в необходимость угнетать; поэтому его должны больше любить, и если особенные пороки не сделают его ненавистным, то вполне в порядке вещей, что подданные естественно будут желать ему добра.

### Артиллерия
Военные успехи Альфонсо во многом основывались на пушках Феррары, отливавшихся на собственном литейном заводе — лучшем для своего времени. На двух своих портретах герцог позирует, опершись о пушечное жерло. Современники отмечали, что сам д’Эсте обладал большим талантом в этой сфере. Феррара стала первой крепостью, где были устроены угловые бастионы, и именно там впервые стали использовать артиллерию наступательно. К моменту смерти Альфонсо на вооружении его армии было 300 пушек, причем за отливкой некоторых из них он следил лично.
Когда болонцы восстали против папы Юлия и сбросили его бронзовую статую работы Микеланджело с ворот, где она была установлена, Альфонсо приказал собрать осколки и переплавить в орудие, названное в его честь La Giulia. Эта пушка была установлена на крепостных валах. Пушки по имени «Землетрясение» и «Большой Дьявол» помогли ему разбить испанцев под Равенной.

## Браки и дети
Первая жена Альфонсо, дочь герцога миланского Галеаццо Мария Сфорца, вышла за него замуж в 1491 году, а её брат Лодовико Моро женился на сестре Альфонсо Беатриче д'Эсте. Анна Мария Сфорца рано скончалась (при родах). Альфонсо планировал жениться на одной из родственниц короля Франции, но в 1502 году папа Александр Борджиа посватал ему, ещё наследнику герцогства, свою дочь Лукрецию, два предыдущих брака которой не увенчались успехом. Этот союз должен был способствовать альянсу Чезаре Борджиа как с Феррарой, так и с Францией, что помогло бы ему взять под контроль Романью и увеличить шансы на завоевание Болоньи и Флоренции. Переговоры вел отец Альфонсо, герцог Эрколе, агенты которого описали ему невесту из Рима, утверждая, что все слухи о ней — клевета. Поначалу сопротивлявшийся Эрколе в конце концов дал согласие. За невесту дали колоссальное приданое. Этот брак стал поворотным для Лукреции — с этого момента она перестала быть расходной картой для отца Александра VI и брата Чезаре и обратила свои способности на службу новой семье. Свадьба состоялась в Риме в декабре 1501 года, отсутствующего жениха замещал его брат Ферранте. Бартоломео Тромбончино сочинил в 1502 году несколько интермедий к двум комедиям Плато, поставленным на свадьбе.
Спустя год папа Александр VI скончался. Лукреция потеряла могущественную опору, сохранив, тем не менее, любовь феррарцев. Новая жена создала при дворе Альфонса, ставшего через три года герцогом, блестящий двор, полный поэтов.
Неизвестно, изменяла ли Лукреция мужу физически. Тем не менее, сохранившаяся переписка свидетельствует о её страстном романе с поэтом Пьетро Бембо (1502—1505), позже принявшим духовный сан и ставшим секретарем врага Альфонсо папы Льва X, а также с маркизом Мантуи Франческо II Гонзага, который был женат на сестре Альфонсо — Изабелле д’Эсте (презиравшей Лукрецию). Поэт Эрколе Строцци, находившийся при её дворе, помогавший переписке с ними обеими и предоставлявший своё загородное поместье для встреч, был зарезан. По одной из версий, это была ревность Альфонсо, который желал его наказать за помощь Лукреции. С политической точки зрения их брак оказался успешным союзом: она часто бывала беременна, родила ему достаточное количество детей и удачно управляла герцогством во время его отсутствия по военным причинам.
Переписка с Бембо велась Лукрецией при жизни тестя, герцога Эрколе. Когда тот умер и Альфонсо стал герцогом, жизнь при дворе изменилась. Альфонсо продемонстрировал, что он ценит способности своей жены и считает, что она может делить с ним заботы по управлению государством. В своем замке он приказал построить новый коридор, который соединял бы его комнаты с комнатами супруги. Возможно, как и другие, он пал жертвой её обаяния; вероятно, также он хотел иметь возможность контролировать её действия. Считается, что недовольный браком с бастардом понтифика, он высказывал ей холодное уважение, хотя и ценил её административные способности, не переставая при этом предъявлять права на физическую близость и ревновать. Одна из дам Лукреции, Полиссена Мальвецци, которая писала письма Гонзага в конце 1504 года и потом неожиданно была уволена (говорят, за то, что знала слишком много), распространяла историю о том, что Альфонсо однажды застал своего брата кардинала Ипполито в комнатах жены. В 1506 году, покинув город ради военной компании против Венеции, герцог назначил регентом свою жену Лукрецию, которая де-факто правила городом вместе с кардиналом Ипполито до 1512 года. Когда она скончалась очередными родами в 1519 году, Альфонсо написал своему племяннику, что плакал. 
Через несколько лет после её смерти герцог связал свою судьбу с незнатной горожанкой, видимо, куртизанкой, красавицей Лаурой Дианти, которая оставалась с ним до конца его жизни и родила ему двоих сыновей.

### Браки и потомство
I. 12 января 1491 года Анна Мария Сфорца (1473 — 30 ноября 1497). Дети:
1. Алессандро (1497—1514).

II. 2 февраля 1502 года Лукреция Борджиа (1480—1519), вдова герцога Бишелье. Всего 8 детей, из них выжило:
1. Эрколе II (1508—1559), герцог Феррары, Модены и Реджио
2. Ипполито II (1509—1572), архиепископ Милана (1519), кардинал (1538), губернатор Тиволи (1550)
3. Элеонора (1515—1575), монахиня
4. Франческо  (1516—1578), маркиз ди Масса-Ломбарда

III. Лаура Дианте (ум. 1573), скорее всего, просто конкубина. Дети (узаконены в завещании):
1. Альфонсо (1527—1587), маркиз Монтеччио
2. Альфонсино (1530—1547).

## Покровитель искусств
Подобно своему брату, кардиналу Ипполито, был одним из крупнейших патронов искусств своего времени: для него пожилой Джованни Беллини написал «Пиршество богов» (1514), свою последнюю законченную картину. Затем Альфонсо обратился к его ученику, Тициану, заказав ему серию полотен.
В 1529 году Альфонсо создал самую великолепную галерею своего времени — studiolo или camerino d’alabastro («алебастровый кабинет»), где стены, чтобы картины смотрелись лучше, были облицованы белоснежным мрамором, а потолок был позолочен. Как считается, облицовка кабинета (38 рельефов работы скульптора Антонио Ломбардо) хранится в Эрмитаже.
Тициан писал его портреты, а также «Праздник Венеры», «Вакханалию» и «Вакха и Ариадну». Доссо Досси написал для него ещё одну «Вакханалию», а также сцены из «Энеиды». Герцогом, как рассказал Вазари, была заказана у Микеланджело не дошедшая до наших дней «Леда».
От своего брата-кардинала Альфонсо унаследовал покровительство над поэтом Лодовико Ариосто. Следуя примеру своего отца Эрколе, который сделал Феррару одним из музыкальных центров Европы, Альфонсо приглашал ко двору самых знаменитых музыкантов своего времени.
Иллюминированный часослов Альфонсо находится в музее Гульбекяна (Лиссабон) с отдельными миниатюрами в Загребе.

## Родословная Альфонсо д’Эсте
| Альфонсо I д’Эсте, герцог Феррары, Модены и Реджио | Отец: Эрколе I д'Эсте, герцог Феррары, Модены и Реджио (1431—1505) | Дед: Никколо III д'Эсте, сеньор Модены (1383—1441)               | Прадед: Альберто д'Эсте, сеньор Модены (1347—1393)                               |
| Альфонсо I д’Эсте, герцог Феррары, Модены и Реджио | Отец: Эрколе I д'Эсте, герцог Феррары, Модены и Реджио (1431—1505) | Дед: Никколо III д'Эсте, сеньор Модены (1383—1441)               | Прабабка: Исотта Альбаресани                                                     |
| Альфонсо I д’Эсте, герцог Феррары, Модены и Реджио | Отец: Эрколе I д'Эсте, герцог Феррары, Модены и Реджио (1431—1505) | Бабка: Риччиарда ди Салюццо (ум. 1474)                           | Прадед: Томазо III ди Салюццо, маркиз Салюццо (1356—1416)                        |
| Альфонсо I д’Эсте, герцог Феррары, Модены и Реджио | Отец: Эрколе I д'Эсте, герцог Феррары, Модены и Реджио (1431—1505) | Бабка: Риччиарда ди Салюццо (ум. 1474)                           | Прабабка: Маргарита де Пьерпон, Дама де Русси (ум.1419)                          |
| Альфонсо I д’Эсте, герцог Феррары, Модены и Реджио | Мать: Элеонора Арагонская (1450—1493)                              | Дед: Фернандо I Неаполитанский (1423—1494)                       | Прадед: Альфонсо V Великодушный (1396—1458)                                      |
| Альфонсо I д’Эсте, герцог Феррары, Модены и Реджио | Мать: Элеонора Арагонская (1450—1493)                              | Дед: Фернандо I Неаполитанский (1423—1494)                       | Прабабка: Лукреция д'Аланон                                                      |
| Альфонсо I д’Эсте, герцог Феррары, Модены и Реджио | Мать: Элеонора Арагонская (1450—1493)                              | Бабка: Изабелла Клермон-Лодеви, принцесса ди Таранто (1424—1465) | Прадед: Тристан де Клермон, граф Копертино, сеньор де Клермон-Лодеви (1380—1432) |
| Альфонсо I д’Эсте, герцог Феррары, Модены и Реджио | Мать: Элеонора Арагонская (1450—1493)                              | Бабка: Изабелла Клермон-Лодеви, принцесса ди Таранто (1424—1465) | Прабабка: Катерина дель Бальзо Орсини, графиня Копертино (1400—1429)             |

## Образ в массовой культуре
Является персонажем фильмов:
- 1910 — «Histoire des Borgia» (Италия) режиссёра Уго Фалена; в роли — Giovanni Pezzinga.
- 1912 — «Lucrèce Borgia» (Италия) режиссёра Gerolamo Lo Savio; в роли — Giovanni Pezzinga.
- 1940 — «Lucrèce Borgia» (Италия) режиссёра Ханса Хинриха; в роли — Нерио Бернарди.
- 2001 — «Великий Медичи: рыцарь войны» (Италия) режиссёра Эрманно Ольми[12].
- 2011-14 — сериала «Борджиа»[13].